# Дорнбург (Гессен)
Дорнбург (нем. Dornburg) — община в Германии, в земле Гессен. Подчиняется административному округу Гиссен. Входит в состав района Лимбург-Вайльбург. Население составляет 8406 человек (на 31 декабря 2010 года). Занимает площадь 33,26 км².